# Discographie de MGMT
La discographie de MGMT, un groupe de rock indépendant issu du Connecticut, se compose de trois albums studios, une compilation, quatre maxis, onze singles et quatorze vidéo-clips. Anciennement connu sous le nom de The Management, le groupe a été fondé en 2002 par Andrew VanWyngarden et Ben Goldwasser durant leur première année dans l'Université Wesleyenne, université privée d'arts libéraux située à Middletown dans le Connecticut. Après avoir changé leur nom en MGMT, le groupe sort un EP en 2005 intitulé Time to Pretend sur le label indépendant Cantora Records. Deux chansons de l'EP ont été l'occasion de faire les premiers vidéo-clips du groupe : Boogie Down et Destrokk,. La critique globalement positive de l'EP et une tournée ont permis au groupe d'attirer de plus gros labels, comme Columbia Records, avec qui ils signent en 2006.

## Albums

### Albums studios
| Titre                                                                                       | Détails de l'album                                                                                      | Meilleure position dans les charts | Meilleure position dans les charts | Meilleure position dans les charts | Meilleure position dans les charts | Meilleure position dans les charts | Meilleure position dans les charts | Meilleure position dans les charts | Meilleure position dans les charts | Meilleure position dans les charts | Meilleure position dans les charts | Certifications                                                                                                |
| Titre                                                                                       | Détails de l'album                                                                                      | US                                 | AUS                                | BEL                                | CAN                                | FRA                                | ALL                                | IRL                                | NZ                                 | SUI                                | UK                                 | Certifications                                                                                                |
| ------------------------------------------------------------------------------------------- | --- | ---------------------------------- | ---------------------------------- | ---------------------------------- | ---------------------------------- | ---------------------------------- | ---------------------------------- | ---------------------------------- | ---------------------------------- | ---------------------------------- | ---------------------------------- | --- |
| Oracular Spectacular                                                                        | - Date de sortie : 14 décembre 2007 (US) - Label : Columbia - Formats : CD, LP, téléchargement digital  | 38                                 | 6                                  | 10                                 | 24                                 | 22                                 | 65                                 | 5                                  | 13                                 | 68                                 | 8                                  | - RIAA : Or - ARIA : Platine - BEA : Or - BPI : Platine - IRMA : 2× Platine - MC : Or - RMNZ : Or - SNEP : Or |
| Congratulations                                                                             | - Date de sortie : 13 avril 2010 (US) - Label : Columbia - Formats : CD, LP, téléchargement digital     | 2                                  | 9                                  | 6                                  | 4                                  | 7                                  | 15                                 | 5                                  | 14                                 | 5                                  | 4                                  | - BPI : Argent                                                                                                |
| MGMT                                                                                        | - Date de sortie : 13 septembre 2013 (US) - Label : Columbia - Formats : CD, LP, téléchargement digital | 14                                 | 31                                 | 28                                 | 19                                 | 26                                 | 44                                 | 29                                 | —                                  | 15                                 | 45                                 | |
| "—" mentionne un album qui n'est soit pas classé soit pas sorti dans le territoire indiqué. | |                                    |                                    |                                    |                                    |                                    |                                    |                                    |                                    |                                    |                                    | |

### Album compilation
| Titre                  | Détails de l'album                                                                                         |
| ---------------------- | --- |
| Late Night Tales: MGMT | - Date de sortie : 3 octobre 2011 (US) - Label : Late Night Stories - Formats : CD, téléchargement digital |

### Maxis
| Titre                                             | Détails de l'album                                                                                 |
| ------------------------------------------------- | -------------------------------------------------------------------------------------------------- |
| Time to Pretend                                   | - Date de sortie : 30 août 2005 (US) - Label : Cantora - Formats : CD, téléchargement digital      |
| Qu'est-ce que c'est la vie, chaton?               | - Date de sortie : 6 décembre 2010 (FRA) - Label : Columbia - Formats : CD, téléchargement digital |
| We Hear of Love, of Youth, and of Disillusionment | - Date de sortie : 3 janvier 2011 (US) - Label : Columbia - Format : Téléchargement digital        |
| Congratulations Remixes                           | - Date de sortie : 11 mars 2011 (US) - Label : Columbia - Formats : CD, téléchargement digital     |

## Singles

### Du groupe
| Titre                                                                                          | Année | Meilleure position dans les charts | Meilleure position dans les charts | Meilleure position dans les charts | Meilleure position dans les charts | Meilleure position dans les charts | Meilleure position dans les charts | Meilleure position dans les charts | Meilleure position dans les charts | Meilleure position dans les charts | Meilleure position dans les charts | Certifications                                           | Album                |
| Titre                                                                                          | Année | US                                 | AUS                                | BEL                                | CAN                                | FRA                                | GER                                | IRL                                | NZ                                 | SWI                                | UK                                 | Certifications                                           | Album                |
| ---------------------------------------------------------------------------------------------- | ----- | ---------------------------------- | ---------------------------------- | ---------------------------------- | ---------------------------------- | ---------------------------------- | ---------------------------------- | ---------------------------------- | ---------------------------------- | ---------------------------------- | ---------------------------------- | -------------------------------------------------------- | -------------------- |
| "Time to Pretend"[A]                                                                           | 2008  | 109                                | 62                                 | 52                                 | 69                                 | —                                  | 91                                 | 33                                 | —                                  | —                                  | 35                                 | - RIAA : Or - BPI : Argent                               | Oracular Spectacular |
| "Electric Feel"[B]                                                                             | 2008  | 114                                | 7                                  | 17                                 | 53                                 | —                                  | 88                                 | 21                                 | 10                                 | —                                  | 22                                 | - RIAA : Or - ARIA : Platine - BPI : Argent - RMNZ : Or  | Oracular Spectacular |
| "Metanoia"                                                                                     | 2008  | —                                  | —                                  | —                                  | —                                  | —                                  | —                                  | —                                  | —                                  | —                                  | —                                  |                                                          | Single sans album    |
| "Kids"                                                                                         | 2008  | 91                                 | 21                                 | 19                                 | 42                                 | 27                                 | 48                                 | 9                                  | 29                                 | 43                                 | 16                                 | - RIAA : Platine - ARIA : Platine - BPI : Or - RMNZ : Or | Oracular Spectacular |
| "Flash Delirium"                                                                               | 2010  | —                                  | —                                  | 60                                 | 87                                 | —                                  | —                                  | —                                  | —                                  | —                                  | 179                                |                                                          | Congratulations      |
| "Siberian Breaks"                                                                              | 2010  | —                                  | —                                  | —                                  | —                                  | —                                  | —                                  | —                                  | —                                  | —                                  | —                                  |                                                          | Congratulations      |
| "It's Working"                                                                                 | 2010  | —                                  | —                                  | —                                  | —                                  | —                                  | —                                  | —                                  | —                                  | —                                  | —                                  |                                                          | Congratulations      |
| "Congratulations"[C]                                                                           | 2010  | 124                                | —                                  | —                                  | —                                  | —                                  | —                                  | —                                  | —                                  | —                                  | —                                  |                                                          | Congratulations      |
| "Alien Days"                                                                                   | 2013  | —                                  | —                                  | —                                  | —                                  | —                                  | —                                  | —                                  | —                                  | —                                  | —                                  |                                                          | MGMT                 |
| "Your Life Is a Lie"                                                                           | 2013  | —                                  | —                                  | 118                                | —                                  | —                                  | —                                  | —                                  | —                                  | —                                  | —                                  |                                                          | MGMT                 |
| "—" mentionne des singles qui ne sont soit ni sortis ni classés dans les territoires indiqués. |       |                                    |                                    |                                    |                                    |                                    |                                    |                                    |                                    |                                    |                                    |                                                          |                      |

### En featuring
| Titre                                                       | Année | Meilleure position dans les charts | Meilleure position dans les charts | Meilleure position dans les charts | Meilleure position dans les charts | Meilleure position dans les charts | Meilleure position dans les charts | Meilleure position dans les charts | Meilleure position dans les charts | Meilleure position dans les charts | Certifications                               | Album                           |
| Titre                                                       | Année | US                                 | AUS                                | BEL                                | CAN                                | FRA                                | GER                                | IRL                                | SWI                                | UK                                 | Certifications                               | Album                           |
| ----------------------------------------------------------- | ----- | ---------------------------------- | ---------------------------------- | ---------------------------------- | ---------------------------------- | ---------------------------------- | ---------------------------------- | ---------------------------------- | ---------------------------------- | ---------------------------------- | -------------------------------------------- | ------------------------------- |
| "Pursuit of Happiness" (Kid Cudi featuring MGMT et Ratatat) | 2010  | 59                                 | 41                                 | 3                                  | 76                                 | 2                                  | 51                                 | 24                                 | 50                                 | 64                                 | - RIAA : Platine - ARIA : Platine - BEA : Or | Man on the Moon: The End of Day |

## Autres apparences
| Titre                | Année | Autre(s) artiste(s) | Album                                                     |
| -------------------- | ----- | ------------------- | --------------------------------------------------------- |
| "Worm Mountain"      | 2009  | The Flaming Lips    | Embryonic                                                 |
| "Art Is Everywhere"  | 2010  | NC                  | Music Is...Awesome! Volume 2                              |
| "Call from the Bank" | 2010  | Nipsey Hussle       | The Marathon                                              |
| "Future Games"       | 2012  | NC                  | Just Tell Me That You Want Me: A Tribute to Fleetwood Mac |

## Vidéo-clips

### Du groupe
| Titre                             | Année | Réalisateur(s)                   |
| --------------------------------- | ----- | -------------------------------- |
| Boogie Down                       | 2005  | Max Goldblatt                    |
| Destrokk                          | 2005  | John Miserendino                 |
| The Youth                         | 2008  | Eric Wareheim                    |
| Time to Pretend                   | 2008  | Ray Tintori                      |
| Electric Feel                     | 2008  | Ray Tintori                      |
| Kids                              | 2009  | Ray Tintori                      |
| Flash Delirium                    | 2010  | andreas Nilsson                  |
| It's Working                      | 2010  | So Me                            |
| Congratulations                   | 2010  | Tom Kuntz                        |
| All We Ever Wanted Was Everything | 2011  | Ned Wenlock                      |
| Your Life Is a Lie                | 2013  | Tom Kuntz                        |
| Cool Song No. 2                   | 2013  | Isaiah Seret                     |
| Alien Days                        | 2013  | Sam Fleischner et Megha Barnabas |

### En featuring
| Titre                                                                 | Année | Réalisateur(s) |
| --------------------------------------------------------------------- | ----- | -------------- |
| Pursuit of Happiness (version 1) (Kid Cudi featuring MGMT et Ratatat) | 2010  | Brody Baker    |
| Pursuit of Happiness (version 2) (Kid Cudi featuring MGMT et Ratatat) | 2010  | Megaforce      |